# Stanisław Turski (1902–1992)
Stanisław Turski (ur. 21 lutego 1902 w Szpetalu Górnym, zm. 31 grudnia 1992 w Lipnie) – polski rolnik, poseł na Sejm PRL IV i V kadencji.

## Życiorys
Syn Stanisława i Walerii z domu Małeckiej. Prowadził gospodarstwo rolne w Szpetalu Górnym. Zasiadał w Wojewódzkiej Radzie Narodowej oraz w Naczelnym Komitecie Zjednoczonego Stronnictwa Ludowego, pełnił też funkcję wiceprezesa komisji finansów NK ZSL. Był też członkiem komisji rolnej Wojewódzkiego Komitetu ZSL, a także prezesem Powiatowego Komitetu ZSL we Włocławku i rady Spółdzielni Ogrodniczo-Pszczelarskiej. W 1965 i 1969 uzyskiwał mandat posła na Sejm PRL w okręgu Włocławek. W trakcie IV kadencji zasiadał w Komisji Handlu Zagranicznego, a w trakcie V w Komisji Gospodarki Morskiej i Żeglugi.

## Odznaczenia
- Krzyż Kawalerski Orderu Odrodzenia Polski
- Medal 10-lecia Polski Ludowej (1955)[1]
- Odznaka 1000-lecia Państwa Polskiego (1966)[2]